# Nicolae Brânduș
Nicolae Brânduș (* 16. April 1935 in Bukarest; † 15. Februar 2023 ebenda) war ein rumänischer Komponist.

## Leben
Brânduș studierte am Konservatorium in Bukarest von 1952 bis 1957 Klavier und von 1960 bis 1964 Komposition. Mehrfach nahm er an den Darmstädter Ferienkursen teil. 1981 erlangte er an der Musikakademie von Cluj-Napoca den Grad eines Doktors der Musikwissenschaften.
Nach kurzer Zeit als Solopianist des Sinfonieorchesters von Ploiești unterrichtete er von 1969 bis 1981 Kammermusik an der Nationaluniversität für Musik in Bukarest. Nach einer Zeit als Redakteur der Zeitschrift Muzica wurde er hier 1991 Professor für Kammermusik.
Er war Mitglied der rumänischen Komponistenunion und der SACEM sowie von 1991 bis 1993 Mitglied des Exekutivkomitees der International Society for Contemporary Music (ISCM), deren rumänische Sektion er danach bis 2002 leitete.

## Werke
- Stücke für Klavier, 1961
- Ostinato für Klavier, 1962
- Sonata für zwei Klaviere, 1963
- Logodna, Opern-Pantomime nach einem Poem von Mihai Eminescu, 1964–1966
- Simfonia – Baladă:
  - I. Pintea Viteazul, 1964
  - II. Voinicul și Calul , 1978
  - III. Gheorghilaș, 1978
- Sieben Psalmen für Bariton, Klavier und Schlagzeug nach Versen von Tudor Arghezi, 1965
- Domnișoara Hus, Kantate nach Versen von Ion Barbu, 1968
- 8 Madrigale für Chor a cappella, 1968
- Phtora I für Orchestergruppen, 1968, UA mit dem Orchestra Radioteleviziunii Române unter Emanuel Elenescu 1973
- Cantus-Firmus (PHTORA III) für Tasteninstrument(e) und andere Instrumente, 1970
- Antiphonia für Kammer-Streichorchester, 1971 UA mit dem Orchestra de Camera von Cluj-Napoca unter Mircea Cristescu 1971
- SOLILOQUE I – play back, 1971
- Vagues für Klavier, Violine, Viola, Cello, Klarinette und Schlagzeug, 1972
- Match II – Monodie I & Polyphony IV für Kammerorchester und Tonband, 1973, UA mit dem Kammerorchester Ars Nova von Cluj-Napoca unter Cornel Țăranu 1973
- Kitsch-N, Instrumental-Theater für Klarinette, Flöte oder Saxophon und Tonband, 1974
- Infrarealism, Instrumental-Theater für Klarinette, Klavier und Stimme nach einem Gedicht von Ion Barbu, 1975
- Dialogos, 1. Konzert für Klavier und Orchester, 1978, UA Filarmonica Moldova unter Ion Baciu mit Șerban Dimitrie Soreanu, 1979
- La Țiganci, Oper nach einer Kurzgeschichte von Mircea Eliade, 1978–1985
- Languir me fais, Instrumental-Theater für einen Perkussionisten, 1979
- Aus der Welt der Kinder – für Kinderchor, 1980
- Prolegomene I, II & III „Dănilă Prepeleac“, Instrumentral-Theater für Tenor und Klavier oder Bass und Kontrabass und Bassklarinette nach einem Text von Ion Creangă, 1981–1995
- Melopedia & Fuga für Solofagott, 1981
- Rhythmodia Konzert für Soloperkussion, 1982
- SOLILOQUE II „Jubilatio“ – play back, 1983
- SOLILOQUE IV „Reverberations“ – play back, 1984
- SIN – Euphonia, 1986
- K-N-Comment – 1997, 1999, 2000, 2001, 2002 für Flöte, Kammerensemble, Klarinette, Saxophon, Oboe und Tonband
- Ouvedennerode, Instrumentaltheater für Saxophon und Tonband, 1993
- SIN EU PHONIA I, Sinfonie für Tonband, zwei Orgeln und Orchester, 1986–1987, UA UA Philharmonie von Chișinău unter Dorel Pascu-Rădulescu, 1994
- Konzert für Violine und Orchester, 1990–1991, UA Philharmonie von Timișoara unter Remus Georgescu mit Mălina Dandara, 1991; umgearbeitet in:
  - Zweites Konzert für Klavier und Orchester, 1993, UA Philharmonie von Chișinău unter Valentin Doni mit Inna Oncescu, 1995
- EKSTASIS 256/n, 1997
- Bizarmonia, Instrumental-Theater für sechs Instrumentalisten und Tonband, 1998
- Oratorio für Männerchor, Tenor, Sopran und elektronische Musik, 1998
- European Parody, 2000, UA Banatul Philharmonieorchester unter Remus Georgescu 2000
- Madrigals & Drums für Stimme, Klavier und Schlagzeug, 2001
- Bowstring für Solovioline, 2002
- Tubulatures für Flötenorchester, 2003, UA OFF unter Pierre Alain Biget 2003